# Сражение на Лост-Ривер
Сражение на Лост-Ривер (англ. Battle of Lost River) — сражение между индейским племенем модоков и отрядом армии США, произошедшее 29 ноября 1872 года на Лост-Ривер, недалеко от границы штатов Калифорния и Орегон.

## Предыстория
В соответствии с условиями договора, заключённого с правительством США, модоки уступили свои земли возле Лост-Ривер и озёр Туле и Лауэр-Кламат, и были вынуждены переселиться в резервацию, расположенную в юго-западном Орегоне. После переселения в резервацию у модоков произошёл конфликт с кламатами, которые отнеслись к ним как к чужакам, посягнувшим на их территорию. Недовольные обстановкой в резервации, в апреле 1872 года модоки отправились на родную землю.
В течение 1870 года Бюро по делам индейцев предприняло действия, чтобы вернуть племя в резервацию, однако они не увенчались успехом. Модоки вернулись в долину Лост-Ривер, где жили прежде. Однако белые поселенцы, жившие в этой долине, не хотели видеть модоков рядом и часто жаловались на них правительственным чиновникам. В течение лета 1872 года Бюро по делам индейцев вновь попыталось вернуть модоков в резервацию, на что их лидер, Капитан Джек возразил, что его народ не может мирно жить с кламатами. Он просил выделить модокам резервацию на их исконной земле.
Бюро по делам индейцев признало эту просьбу разумной, но белые фермеры воспротивились этому: они не хотели лишаться своих земель.

## Сражение
Осенью 1872 года правительство США приказало модокам вернуться в юго-западный Орегон в резервацию. Модоки возвращаться отказались, и армии США было приказано переместить их силой.
28 ноября 1872 года 40 солдат первого кавалерийского полка под командованием капитана Джеймса Джексона вышли из форта Кламат и двинулись на юг, в направлении Лост-Ривер. Отряд капитана Джексона, который пополнился добровольцами и группой милиционеров, прибыл ранним утром 29 ноября к лагерю модоков.
Желая избежать вооружённого конфликта, Капитан Джек дал согласие на перемещение в резервацию. Джеймс Джексон приказал разоружить модоков. Индейцы начали складывать свои винтовки и револьверы возле солдат. Во время разоружения произошёл конфликт между лейтенантом Фрейзером Бутеллем и воином модоков Скарфэйсом Чарли, в результате которого они выстрелили друг в друга. Джексон приказал своим солдатам открыть огонь, а воины модоков попытались захватить своё оружие. В ходе сражения у модоков было убито 2 человека и 3 ранено. Военные потеряли одного убитым, 7 человек получили ранения.
После перестрелки солдаты отступили, ожидая подкрепления, а модоки направились на южный берег озера Туле и разместились в естественной крепости, известной ныне как Крепость Капитана Джека, состоящей из множества пещер. Отступая после боя на Лост-Ривер, часть модоков, возглавляемых Хукером Джимом, устроила резню белых поселенцев, убив 18 человек.

## Последствия
Сражение на Лост-Ривер стало первым боем в Модокской войне, которая длилась 8 месяцев. Небольшое племя модоков, среди которых воинов было менее 60 человек, вынуждено было противостоять американской армии и гражданским лицам. В войне против модоков приняли участие около 1000 человек.